# Ibolya Korodi
Ibolya Korodi (născută Szlávik; n. 18 iulie 1957, Arad, România) este o fostă atletă română de etnie maghiară, specializată în proba de 400 de metri.

## Carieră
Sportiva a fost campioană națională din 1976 la 400 m și cu echipa României a câștigat patru titluri balcanice la 4x400 m. La vârsta de 17 ani a participat la Campionatul European din 1974 unde româncele (Ibolya Korodi, Alexandra Bădescu, Lăcrămioara Diaconiuc, Mariana Suman) au ocupat locul șapte. Anul următor a obținut locul șapte la Campionatul European de Juniori la 400 m.
În anul 1980 ea a concurat la Jocurile Olimpice de la Moscova unde s-a clasat pe locul patru cu echipa de ștafetă 4x400 de metri, compusă din Ibolya Korodi, Niculina Lazarciuc, Maria Samungi și Elena Tărîță. Anul următor româncele (Steluța Vintilă, Stela Manea, Ibolya Korodi, Elena Tărîță) au cucerit medalia de bronz la Universiada de la București. La Campionatul European din 1982 au ocupat locul șase.

## Palmares
| An   | Competiție                      | Locație                    | Loc | Eveniment | Note    |
| ---- | ------------------------------- | -------------------------- | --- | --------- | ------- |
| 1974 | Campionatul European            | Roma, Italia               | 7   | 4x400 m   | 3:30,8  |
| 1975 | Campionatul European de Juniori | Atena, Grecia              | 7   | 400 m     | 54,17   |
| 1980 | Jocurile Olimpice               | Moscova, Uniunea Sovietică | 4   | 4x400 m   | 3:27,7  |
| 1981 | Universiada                     | București, România         | 3   | 4x400 m   | 3:30,47 |
| 1982 | Campionatul European            | Atena, Grecia              | 6   | 4x400 m   | 3:29,26 |

## Distincții
- Medalia „Meritul Sportiv” clasa I (15 aprilie 1981) „pentru rezultatele deosebite obținute la Jocurile olimpice de vară de la Moscova — 1980, precum și pentru contribuția adusă la dezvoltarea activității sportive și la creșterea prestigiului sportului românesc pe plan internațional”[12]